# Ligue des nations féminine de l'UEFA
Cet article traite de la Ligue des nations féminine de l'UEFA. Pour la Ligue des nations masculines de l'UEFA, voir Ligue des nations de l'UEFA.
Pour les articles homonymes, voir Ligue des nations.
La Ligue des nations féminine de l'UEFA est une compétition féminine européenne de football entre nations. Instaurée en 2022, elle est organisée par l'UEFA. Annoncée comme une compétition de sélections internationales annuelle, elle est organisée pour la première fois en 2023 comme une compétition biennale (tous les deux ans). La première édition se tient lors de la saison 2023-2024.

## Origines
Le but du projet est de multiplier les rencontres de haut niveau et d'éviter les matches de qualifications encore plus déséquilibrés chez les femmes que chez les hommes.

## Format
La Ligue des nations féminine se déroule en deux phases : d'abord en automne se tient la phase de groupe, puis au printemps de l'année suivante a lieu la phase finale de la Ligue des nations. Les équipes nationales des associations membres de l'UEFA participent à cet événement.
Pour la première édition (2023-2024), les équipes nationales sont réparties en trois divisions en fonction du coefficient UEFA des nations établi à l'issue de la fin des éliminatoires de la Coupe du monde 2023 : 
- 16 meilleures équipes du coefficient UEFA dans la ligue A ;
- 16 équipes suivantes dans la ligue B ;
- les autres équipes restantes dans la ligue C (le nombre d'équipes en ligue C varie en fonction du nombre d'associations inscrites).

Les divisions A, B sont divisées chacune en quatre groupes de quatre équipes, et la division C en groupes de trois à quatre équipes (le nombre de groupes varie en fonction du nombre d'inscrits en ligue C). Ainsi, chaque équipe joue entre quatre et six matchs dans sa poule (matchs aller-retour), en automne.
A la fin des matchs de ligue, un classement général désignera les équipes qui participeront à la phase finale de la Ligue des nations et constituera les différentes ligues pour les éliminatoires de l'Euro féminin, Coupe du monde féminine et Tournoi olympique.
Les équipes sont également en compétition pour la promotion et la relégation à une division supérieure ou inférieure. Dans chaque division, les vainqueurs de poules (sauf la ligue A) sont promus en division supérieure, tandis que les dernières équipes classées de chaque poule (exception faite de la ligue C) sont reléguées. Cependant les équipes placées dans les positions intermédiaires (deuxième et troisième) disputeront des matchs de promotion/relégation en match aller-retour dans le but d'obtenir une meilleure place au classement général pour les différentes éliminatoires (Euro/Coupe du monde/Tournoi olympique).
Les quatre vainqueurs de groupe en Ligue A disputeront la phase finale qui fonctionne sur le même principe que la Ligue des nations masculine de la compétition pour devenir l'équipe championne de la Ligue des nations féminine.
| Ligue | Premiers     | Intermédiaires | Derniers   |
| ----- | ------------ | -------------- | ---------- |
| A     | Phase finale | Barrage        | Relégation |
| B     | Promotion    | Barrage        | Relégation |
| C     | Promotion    | Barrage        | Maintien   |

## Qualification pour le tournoi olympique
La Ligue des nations de l'UEFA offre une possibilité de qualification pour le Tournoi olympique de football féminin qui a lieu tous les quatre ans. Seules les équipes participant à la phase finale de la Ligue des nations peuvent espérer obtenir une place dans le tournoi :
- Si les Jeux olympiques ont lieu hors d'Europe, les trois places sont attribuées pour :
  - les deux finalistes et l'équipe ayant remporté le match pour la troisième place.

- Si les Jeux olympiques ont lieu en Europe, les deux places sont attribuées aux deux meilleures nations hormis le pays hôte des Jeux, soit :
  - les deux finalistes (si le pays hôte n'atteint pas la finale de la Ligue des nations),
  - Le vainqueur ou finaliste et l'équipe ayant remporté le match pour la troisième place (si le pays hôte atteint la finale de la Ligue des nations).

## Qualification pour le Championnat d'Europe et la Coupe du monde
Lors des saisons sans Ligue des nations de l'UEFA, les qualifications pour le Championnat d'Europe ou la Coupe du monde se dérouleront selon le même format :
- Trois ligues (A, B et C) déterminées selon le classement général de la Ligue des nations précédant les éliminatoires
- Les ligues A et B sont divisées chacune en quatre groupes de quatre équipes, et la ligue C en groupes de trois à quatre équipes (le nombre de groupes varie en fonction du nombre d'inscrits en ligue C).
- Chaque équipe joue entre quatre et six matchs dans sa poule (matchs aller-retour).
- Un système de promotion/relégation est mis en place pour l'attribution des places pour la Ligue des nations suivante. Les équipes classées quatrièmes de groupe de ligue A et B ainsi que l'équipe moins bonne troisième de ligue B seront reléguées en ligue inférieure. Les équipes classées premières de groupe de ligue B et C seront promues en ligue supérieure.

La première édition sera liée par les éliminatoires du Championnat d'Europe de football donnant les 16 places qualificatives à la phase finale de la compétition :  
- Pour la ligue A, les équipes classées premières et secondes des quatre groupes (huit équipes au total) seront directement qualifiées pour la phase finale aux côtés de l'équipe hôte de la compétition.
- Les équipes classées troisième et quatrième des groupes de ligue A (huit équipes) + les trois premières de chaque groupe de ligue B (12 équipes) + les premières de chaque groupe et les trois meilleures deuxièmes de groupe de ligue C (huit équipes) disputeront les barrages en vue d'obtenir une des 7 dernières places restantes.

La deuxième édition sera liée par les éliminatoires de la Coupe du monde de football donnant les 11 places qualificatives directes à la phase finale de la compétition et 1 place pour les barrages intercontinentaux :
- Pour la ligue A, les équipes classées premières des quatre groupes (quatre équipes au total) seront directement qualifiées pour la phase finale.
- Les équipes classées deuxièmes, troisièmes et quatrièmes des groupes de ligue A (12 équipes) + les trois premières de chaque groupe de ligue B (12 équipes) + les premières de chaque groupe et les deux meilleures deuxièmes de groupe de ligue C (huit équipes) disputeront les barrages en vue d'obtenir une des 7 dernières places restantes et 1 place pour les barrages intercontinentaux.

## Palmarès

### Par édition
| 2023-2024 Phase finale | Espagne France Pays-Bas        | Espagne | 2 − 0 | France | Allemagne | 2 − 0 | Pays-Bas |
| 2025 Phase finale      | Allemagne France Espagne Suède |         | −     |        |           | −     |          |

### Bilan par nation
Le tableau suivant présente le bilan par nation ayant atteint au moins une fois le dernier carré.
| Rang | Équipe    | Vainqueur | Finaliste | Troisième | Quatrième | Édition(s) remportée(s) |
| ---- | --------- | --------- | --------- | --------- | --------- | ----------------------- |
| 1    | Espagne   | 1         | -         | -         | -         | 2024                    |
| 2    | France    | -         | 1         | -         | -         | -                       |
| 3    | Allemagne | -         | -         | 1         | -         | -                       |
| 4    | Pays-Bas  | -         | -         | -         | 1         | -                       |

## Performances des équipes par saison
| Équipe               | Saisons par ligue | Saisons par ligue | Saisons par ligue | Saison                      | Saison                      | Saison                      | Saison                  | Saison                  | Saison                  | Saison                 | Saison                 | Saison                 | Saison                            | Saison                            | Saison                            |
| Équipe               | Saisons par ligue | Saisons par ligue | Saisons par ligue | Ligue des nations 2023-2024 | Ligue des nations 2023-2024 | Ligue des nations 2023-2024 | Éliminatoires Euro 2025 | Éliminatoires Euro 2025 | Éliminatoires Euro 2025 | Ligue des nations 2025 | Ligue des nations 2025 | Ligue des nations 2025 | Éliminatoires Coupe du monde 2027 | Éliminatoires Coupe du monde 2027 | Éliminatoires Coupe du monde 2027 |
| Équipe               | A                 | B                 | C                 | L                           | Cla                         | P/R                         | L                       | Cla                     | P/R                     | L                      | Cla                    | P/R                    | L                                 | Cla                               | P/R                               |
| -------------------- | ----------------- | ----------------- | ----------------- | --------------------------- | --------------------------- | --------------------------- | ----------------------- | ----------------------- | ----------------------- | ---------------------- | ---------------------- | ---------------------- | --------------------------------- | --------------------------------- | --------------------------------- |
| Albanie              | -                 | 2                 | 1                 | B                           | 32                          | en diminution               | C                       | 37                      | en augmentation         | B                      | 25                     | BR                     |                                   |                                   |                                   |
| Allemagne            | 4                 | -                 | -                 | A                           | Médaille de bronze, Europe  | en stagnation               | A                       | 2                       | en stagnation           | A                      | Q                      | en stagnation          | A                                 |                                   |                                   |
| Andorre              | -                 | -                 | 4                 | C                           | 47                          | en stagnation               | C                       | 51                      | en stagnation           | C                      | 51                     | en stagnation          | C                                 |                                   |                                   |
| Angleterre           | 4                 | -                 | -                 | A                           | 5                           | en stagnation               | A                       | 7                       | en stagnation           | A                      | 6                      | en stagnation          | A                                 |                                   |                                   |
| Arménie              | -                 | -                 | 4                 | C                           | 51                          | en stagnation               | C                       | 44                      | en stagnation           | C                      | 46                     | en stagnation          | C                                 |                                   |                                   |
| Autriche             | 3                 | -                 | -                 | A                           | 8                           | en stagnation               | A                       | 11                      | en stagnation           | A                      | 11                     | BR                     |                                   |                                   |                                   |
| Azerbaïdjan          | -                 | 1                 | 3                 | C                           | 37                          | en augmentation             | B                       | 29                      | en diminution           | C                      | 41                     | en stagnation          | C                                 |                                   |                                   |
| Belgique             | 3                 | -                 | -                 | A                           | 10                          | *                           | A                       | 12                      | en stagnation           | A                      | 10                     | BR                     |                                   |                                   |                                   |
| Biélorussie          | -                 | 2                 | 2                 | B                           | 30                          | en diminution               | C                       | 35                      | en augmentation         | B                      | 30                     | en diminution          | C                                 |                                   |                                   |
| Bosnie-Herzégovine   | -                 | 3                 | 1                 | B                           | 21                          | *                           | B                       | 27                      | en stagnation           | B                      | 27                     | en diminution          | C                                 |                                   |                                   |
| Bulgarie             | -                 | -                 | 4                 | C                           | 40                          | *                           | C                       | 41                      | en stagnation           | C                      | 47                     | en stagnation          | C                                 |                                   |                                   |
| Chypre               | -                 | -                 | 3                 | C                           | 46                          | en stagnation               | C                       | 50                      | en stagnation           | C                      | 39                     | BR                     |                                   |                                   |                                   |
| Croatie              | -                 | 3                 | 1                 | B                           | 23                          | *                           | B                       | 25                      | en stagnation           | B                      | 31                     | en diminution          | C                                 |                                   |                                   |
| Danemark             | 3                 | -                 | -                 | A                           | 6                           | en stagnation               | A                       | 6                       | en stagnation           | A                      | 9                      | BR                     |                                   |                                   |                                   |
| Écosse               | 2                 | 2                 | -                 | A                           | 15                          | en diminution               | B                       | 18                      | en augmentation         | A                      | 16                     | en diminution          | B                                 |                                   |                                   |
| Espagne              | 4                 | -                 | -                 | A                           | Médaille d'or, Europe       | en stagnation               | A                       | 1                       | en stagnation           | A                      | Q                      | en stagnation          | A                                 |                                   |                                   |
| Estonie              | -                 | -                 | 4                 | C                           | 41                          | en stagnation               | C                       | 46                      | en stagnation           | C                      | 44                     | en stagnation          | C                                 |                                   |                                   |
| Finlande             | 1                 | 2                 | -                 | B                           | 18                          | en augmentation             | A                       | 13                      | en diminution           | B                      | 23                     | BR                     |                                   |                                   |                                   |
| France               | 4                 | -                 | -                 | A                           | Médaille d'argent, Europe   | en stagnation               | A                       | 3                       | en stagnation           | A                      | Q                      | en stagnation          | A                                 |                                   |                                   |
| Géorgie              | -                 | -                 | 4                 | C                           | 48                          | en stagnation               | C                       | 40                      | en stagnation           | C                      | 50                     | en stagnation          | C                                 |                                   |                                   |
| Gibraltar            | -                 | -                 | 2                 | N'a pas participé           | N'a pas participé           | N'a pas participé           | N'a pas participé       | N'a pas participé       | N'a pas participé       | C                      | 53                     | en stagnation          | C                                 |                                   |                                   |
| Grèce                | -                 | 2                 | 2                 | B                           | 29                          | en diminution               | C                       | 36                      | en augmentation         | B                      | 32                     | en diminution          | C                                 |                                   |                                   |
| Hongrie              | -                 | 3                 | 1                 | B                           | 24                          | *                           | B                       | 26                      | en stagnation           | B                      | 28                     | en diminution          | C                                 |                                   |                                   |
| Îles Féroé           | -                 | -                 | 4                 | C                           | 50                          | en stagnation               | C                       | 43                      | en stagnation           | C                      | 42                     | en stagnation          | C                                 |                                   |                                   |
| République d'Irlande | 1                 | 2                 | -                 | B                           | 17                          | en augmentation             | A                       | 15                      | en diminution           | B                      | 21                     | BR                     |                                   |                                   |                                   |
| Irlande du Nord      | -                 | 3                 | -                 | B                           | 26                          | *                           | B                       | 23                      | en stagnation           | B                      | 24                     | BR                     |                                   |                                   |                                   |
| Islande              | 3                 | -                 | -                 | A                           | 9                           | *                           | A                       | 5                       | en stagnation           | A                      | 12                     | BR                     |                                   |                                   |                                   |
| Israël               | -                 | 2                 | 2                 | C                           | 35                          | en augmentation             | B                       | 31                      | en diminution           | C                      | 34                     | en augmentation        | B                                 |                                   |                                   |
| Italie               | 4                 | -                 | -                 | A                           | 7                           | en stagnation               | A                       | 4                       | en stagnation           | A                      | 7                      | en stagnation          | A                                 |                                   |                                   |
| Kazakhstan           | -                 | -                 | 4                 | C                           | 44                          | en stagnation               | C                       | 48                      | en stagnation           | C                      | 43                     | en stagnation          | C                                 |                                   |                                   |
| Kosovo               | -                 | 1                 | 2                 | C                           | 36                          | en augmentation             | B                       | 32                      | en diminution           | C                      | 40                     | BR                     |                                   |                                   |                                   |
| Lettonie             | -                 | 1                 | 3                 | C                           | 38                          | *                           | C                       | 42                      | en stagnation           | C                      | 38                     | en augmentation        | B                                 |                                   |                                   |
| Liechtenstein        | -                 | -                 | 2                 | N'a pas participé           | N'a pas participé           | N'a pas participé           | N'a pas participé       | N'a pas participé       | N'a pas participé       | C                      | 52                     | en stagnation          | C                                 |                                   |                                   |
| Lituanie             | -                 | -                 | 4                 | C                           | 42                          | en stagnation               | C                       | 47                      | en stagnation           | C                      | 45                     | en stagnation          | C                                 |                                   |                                   |
| Luxembourg           | -                 | 1                 | 3                 | C                           | 43                          | en stagnation               | C                       | 38                      | en stagnation           | C                      | 35                     | en augmentation        | B                                 |                                   |                                   |
| Macédoine du Nord    | -                 | -                 | 4                 | C                           | 45                          | en stagnation               | C                       | 45                      | en stagnation           | C                      | 49                     | en stagnation          | C                                 |                                   |                                   |
| Malte                | -                 | 2                 | 2                 | C                           | 34                          | en augmentation             | B                       | 30                      | en diminution           | C                      | 36                     | en augmentation        | B                                 |                                   |                                   |
| Moldavie             | -                 | -                 | 4                 | C                           | 49                          | en stagnation               | C                       | 49                      | en stagnation           | C                      | 48                     | en stagnation          | C                                 |                                   |                                   |
| Monténégro           | -                 | 1                 | 3                 | C                           | 39                          | *                           | C                       | 39                      | en stagnation           | C                      | 37                     | en augmentation        | B                                 |                                   |                                   |
| Norvège              | 4                 | -                 | -                 | A                           | 12                          | *                           | A                       | 10                      | en stagnation           | A                      | 8                      | en stagnation          | A                                 |                                   |                                   |
| Pays-Bas             | 4                 | -                 | -                 | A                           | 4                           | en stagnation               | A                       | 8                       | en stagnation           | A                      | 5                      | en stagnation          | A                                 |                                   |                                   |
| Pays de Galles       | 2                 | 2                 | -                 | A                           | 16                          | en diminution               | B                       | 20                      | en augmentation         | A                      | 14                     | en diminution          | B                                 |                                   |                                   |
| Pologne              | 2                 | 2                 | -                 | B                           | 19                          | en augmentation             | A                       | 16                      | en diminution           | B                      | 17                     | en augmentation        | A                                 |                                   |                                   |
| Portugal             | 2                 | 2                 | -                 | A                           | 13                          | en diminution               | B                       | 17                      | en augmentation         | A                      | 13                     | en diminution          | B                                 |                                   |                                   |
| Roumanie             | -                 | 2                 | 2                 | B                           | 31                          | en diminution               | C                       | 34                      | en augmentation         | B                      | 29                     | en diminution          | C                                 |                                   |                                   |
| Serbie               | 1                 | 3                 | -                 | B                           | 22                          | *                           | B                       | 21                      | en stagnation           | B                      | 19                     | en augmentation        | A                                 |                                   |                                   |
| Slovaquie            | -                 | 3                 | 1                 | B                           | 25                          | *                           | B                       | 28                      | en diminution           | C                      | 33                     | en augmentation        | B                                 |                                   |                                   |
| Slovénie             | 1                 | 2                 | 1                 | B                           | 28                          | en diminution               | C                       | 33                      | en augmentation         | B                      | 18                     | en augmentation        | A                                 |                                   |                                   |
| Suède                | 4                 | -                 | -                 | A                           | 11                          | *                           | A                       | 9                       | en stagnation           | A                      | Q                      | en stagnation          | A                                 |                                   |                                   |
| Suisse               | 2                 | 2                 | -                 | A                           | 14                          | en diminution               | B                       | 19                      | en augmentation         | A                      | 15                     | en diminution          | B                                 |                                   |                                   |
| Tchéquie             | 1                 | 2                 | -                 | B                           | 20                          | en augmentation             | A                       | 14                      | en diminution           | B                      | 22                     | BR                     |                                   |                                   |                                   |
| Turquie              | -                 | 2                 | 1                 | C                           | 33                          | en augmentation             | B                       | 24                      | en stagnation           | B                      | 26                     | BR                     |                                   |                                   |                                   |
| Ukraine              | 1                 | 3                 | -                 | B                           | 27                          | *                           | B                       | 22                      | en stagnation           | B                      | 20                     | en augmentation        | A                                 |                                   |                                   |

| Légende : · Vainqueur · Finaliste · Troisième · 4 Quatrième · Promotion · Maintien · Relégation · BR Admission aux barrages de promotion/relégation · * Promotion après barrages de promotion/relégation · * Maintien après barrages de promotion/relégation · * Relégation après barrages de promotion/relégation · Q Qualification pour la phase finale |